# Stora Abborretjärnet (Nössemarks socken, Dalsland)
Stora Abborretjärnet är en sjö i Dals-Eds kommun i Dalsland och ingår i Göta älvs huvudavrinningsområde.